# 沽源戰鬥
沽源戰鬥是抗日戰爭初期的主要戰鬥之一，發生於1935年12月9日－22日，地點是在中國察北一帶，交戰一方為守軍之國民革命軍，另一方則為日軍及李守信部，而中國軍隊領導者為宋哲元。最後，李守信與日軍聯軍獲勝，兩軍於22日佔領該地，進佔奪蒙綏邊境一帶。